# Sabires
Para lugares em Azerbaijão, ver Sabir, Azerbaijão.

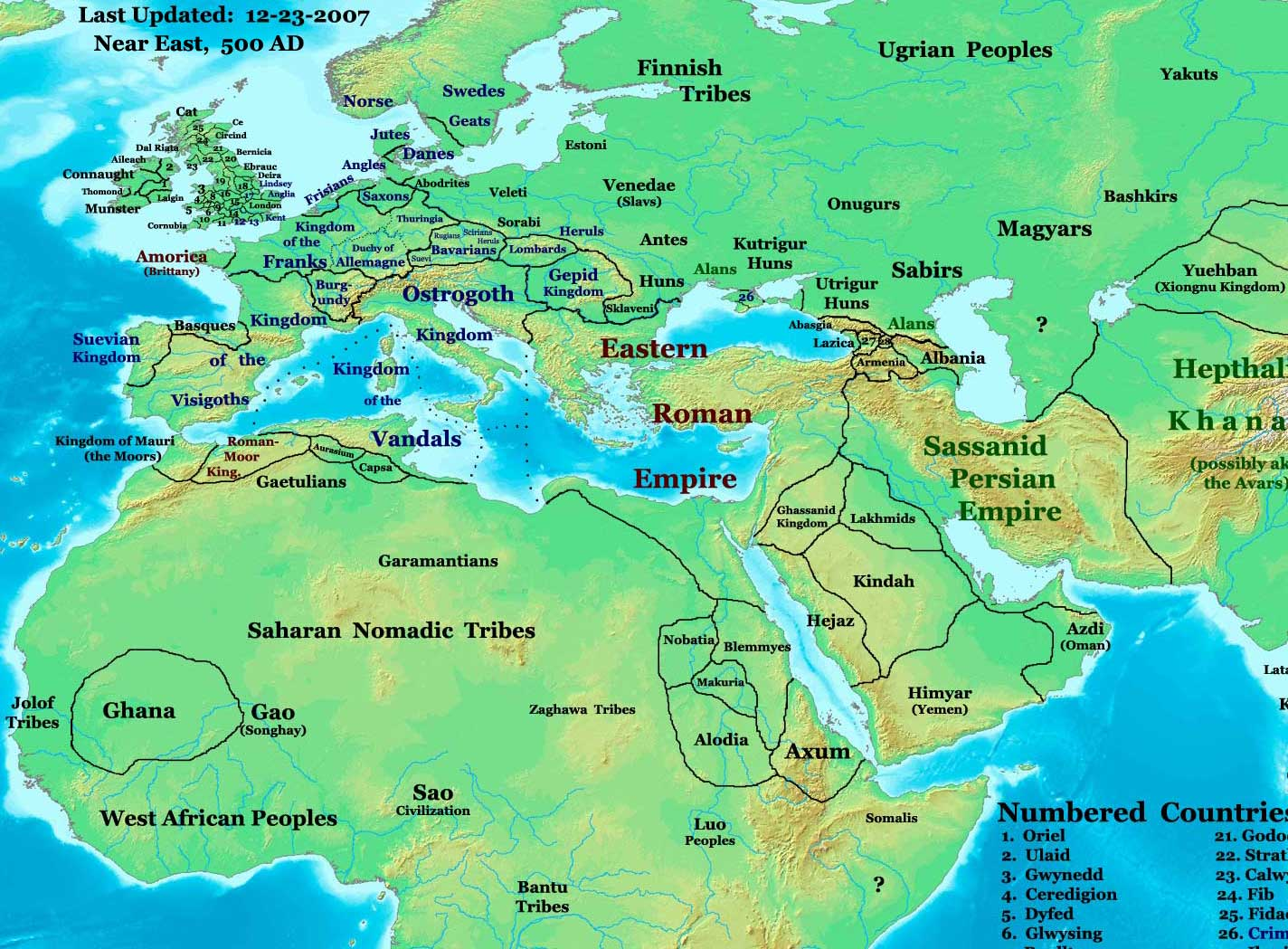
Oriente ca. 500, mostrando os Sabires e povos vizinhos

Os sabires (também conhecidos como savires, subares, savares ou suvares) eram povos que habitavam a depressão Aralo-Caspiana antes da chegada dos ávaros. Estas tribos eram parte dos turcos, possivelmente de origem huna. O nome Sabir está ligado, de acordo com alguns académicos, ao nome Sibéria (onde pode ter sido um nome alternativo para os povos de dialeto Ugriano Mansi/Vogul) e até com povos do extremo leste de Hsien-pi".
Os Sabires viveram predominantemente na zona de estepe demarcada no Leste pelo Mar Cáspio, no Oeste pelo mar Negro e no sul pela cordilheira do Cáucaso. Prisco de Pânio menciona que os Sabires em 461 atacaram tribos Saragures, Urogues e Onogures, forçando-os a fugir através do Volga. Em 515, invadiram as regiões a sul do Cáucaso, territórios pertencentes aos Iranianos e Bizantinos. Eles eventualmente até fizeram uma aliança com a Pérsia.
Os Sabires, em 552, anteriormente aliados do Império Sassânida, trocaram essa aliança pela com os Bizantinos e invadiram o Cáucaso. Pouco tempo depois, foram conquistados primeiro pelos avares e mais tarde Goturcos. Por volta do século XII quase desapareceram dos registos históricos; provavelmente sendo assimilados pelos Cazares e pelos Búlgaros. 